# Mnemoses farquharsoni
Mnemoses farquharsoni är en fjärilsart som beskrevs av John Hartley Durrant 1921. Mnemoses farquharsoni ingår i släktet Mnemoses och familjen spinnmalar. Inga underarter finns listade i Catalogue of Life.